# Арте
Арте (фр. Arthès) насеље је и општина у јужној Француској у региону Миди Пирене, у департману Тарн која припада префектури Алби.
По подацима из 2011. године у општини је живело 2.486 становника, а густина насељености је износила 248,35 становника/km². Општина се простире на површини од 10,01 km². Налази се на средњој надморској висини од 150 метара (максималној 342 m, а минималној 157 m).

## Демографија
| 1962. | 1968. | 1975. | 1982. | 1990. | 1999. | 2011. |
| ----- | ----- | ----- | ----- | ----- | ----- | ----- |
| 1.616 | 1.644 | 1.904 | 2.041 | 2.134 | 2.164 | 2.486 |

График промене броја становника у току последњих година